# Our Man in Jazz
Our Man in Jazz ist ein Live-Jazzalbum des US-amerikanischen Saxophonisten Sonny Rollins. Es wurde im Juli 1962 aufgenommen und im gleichen Jahr beim RCA-Victor-Label im Rahmen einer Our Man...-Reihe veröffentlicht. Mit nur drei Stücken, darunter der Rollins-Klassiker Oleo mit einer Dauer von 25 Minuten, gilt es als eines der „unterhaltsamsten“ Höhepunkte des Free Jazz.

## Hintergrund
Rollins zog sich auf dem ersten Höhepunkt seiner Popularität 1959 mit einer spektakulären zweijährigen Schaffenspause aus der Öffentlichkeit zurück. Er übte in dieser Zeit auf der nach Brooklyn führenden Williamsburg Bridge in New York. Rollins schrieb über diese Zeit:

“I was getting very famous at the time and I felt I needed to brush up on various aspects of my craft. I felt I was getting too much, too soon, so I said, wait a minute, I'm going to do it my way. I wasn't going to let people push me out there, so I could fall down. I wanted to get myself together, on my own. I used to practice on the Bridge, the Williamsburg Bridge because I was living on the Lower East Side at the time.”

„Ich wurde sehr berühmt zu dieser Zeit und ich fühlte, dass ich verschiedene Aspekten meines Handwerks auffrischen musste. Ich fühlte, ich bekam zu viel, zu früh, so dass ich sagte, warte eine Minute, ich werde es auf meine Weise tun. Ich hatte nicht vor, mich von den Leuten da hinaus drängen zu lassen, so dass ich abstürzen könnte. Ich wollte zu mir selbst finden, allein. Damals habe ich auf der Brücke geübt, der Williamsburg Bridge, weil ich zu dieser Zeit auf der Lower East Side lebte.“

Des Weiteren verstand Rollins seine Auszeit als Zeichen gegen die künstlerische Ausbeutung von Jazzmusikern, die es teilweise schwer hatten, an ihre Tantiemen zu gelangen. Die erste Aufnahme nach seinem Comeback nannte er in Anspielung auf sein Sabbatical The Bridge. In den fünf Monaten zwischen The Bridge und Our Man in Jazz löste Rollins das Quartett mit Jim Hall auf, spielte ein Latin-Album What’s New? ein und behielt nur den Bassisten Bob Cranshaw. Als Reaktion auf die Arbeit von Ornette Coleman und dessen bahnbrechendes Album Free Jazz: A Collective Improvisation heuerte er Colemans Trompeter Don Cherry sowie dessen Schlagzeuger Billy Higgins an. Zusammen mit Cranshaw spielte Rollins im Quartett mit diesen während eines mehrtägigen Gastspiels im New Yorker Village Gate; Teile wurden mitgeschnitten und wurden umgehend bei RCA als Our Man in Jazz veröffentlicht.

## Das Album

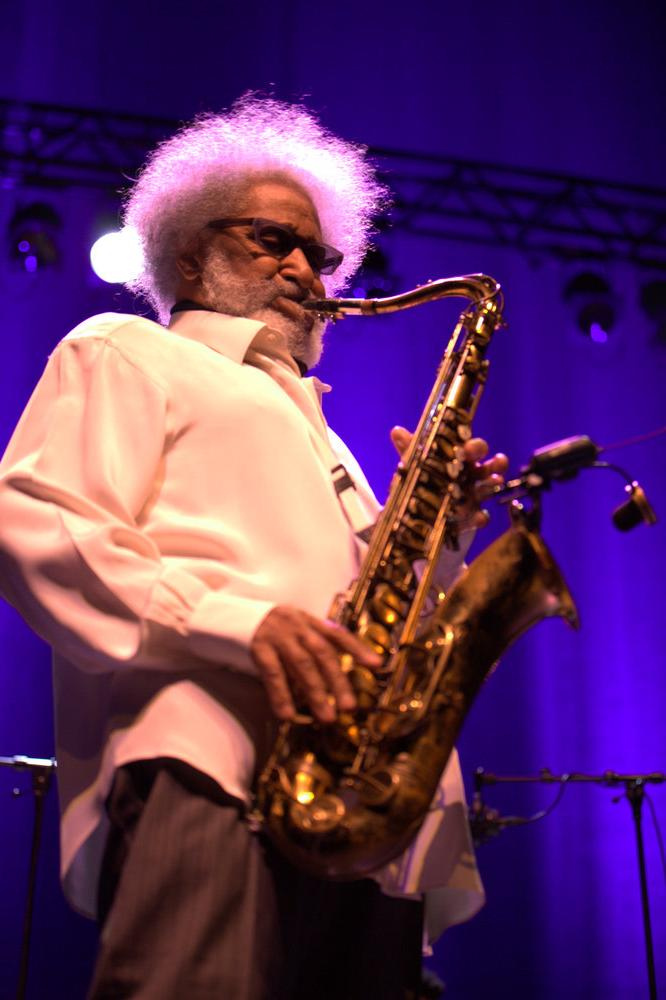
Sonny Rollins (2011)

Das Album beginnt mit einer 25-minütigen Version von "Oleo", die hauptsächlich aus ausgedehnten Soli basierend auf harmonischen Veränderungen besteht. Cherry beginnt mit Tremoli, bevor er freie, melodische Riffs und lange, verzwickte Phrasen entwickelt, welche die zugrunde liegenden Akkorde nur andeuten. Rollins und Cherry spielen frei, durch Cranshaw und Higgins rhythmisch unterstützt.
Das dritte Stück, "Doxy", ist geprägt durch ein Solo voller Ideen von Rollins, die jedoch Giddins zufolge wenig mit dem vorgestellten Thema zu tun haben. Höhepunkt des Stücks ist ein Chorus mit Call and Response zwischen Rollins und Cherry, bevor ein langgezogenes Ende folgt.
Der Höhepunkt des Albums ist Dearly Beloved, eine beeindruckende Vorstellung freier Improvisation, obwohl es an der Melodie von Jerome Kern festhält. Nach einem Bass-Solo von Cranshaw spielt Rollins die Melodie zunächst als Marsch weiter, bevor er in der Kadenz wieder zu Kerns Ideen zurückkehrt. Garry Giddins bemerkte: „It’s a number that makes people laugh with pleasure“.
Rollins ging mit Cherry und Higgins sowie Bassist Henry Grimes zum Jahreswechsel 1962/63 auf Europatournee. Auch experimentierte er in den 1960ern weiter mit Free Jazz, etwa auf Sonny Meets Hawk.

## Rezeption
Das Album, von Francis Davis später als „immer noch umstrittenes Meisterwerk“ („still disputed masterpiece“) betitelt, verkaufte sich damals zunächst nicht und die Verbindung zwischen Rollins und dem Label wurde dort als enttäuschend gewertet. Amiri Baraka hob in seiner Besprechung 1964 die emotionale und künstlerische Balance des Quartetts hervor; sie sei so bewegend, dass bei jedem neuerlichen Anhören des Albums dieses an musikalischer Tiefgründigkeit und Reiz zunehme statt abzuflachen.
Für Peter Niklas Wilson ist die Musik des Albums „deutlich Coleman-inspiriert“ Scott Yanow schrieb über das Album bei Allmusic:

“A very interesting CD of material from Sonny Rollins… These are among Rollins’s most avant-garde improvisations for he seems inspired by trumpeter Don Cherry’s presence (although Cherry clearly could not keep up with the great tenor)”

„Eine sehr interessante CD mit Material von Sonny Rollins … Dabei handelt es sich um Rollins avantgardistischste Improvisationen, bei denen er inspiriert scheint von der Anwesenheit des Trompeters Don Cherry (obwohl Cherry eindeutig nicht mit dem großen Tenor mithalten konnte).“

Zu einem anderen Urteil kommt Rollins-Biograph Richard Palmer. Das Album enthalte atemberaubend schöne Musik. Cherrys Arbeit sei beeindruckend durch die „Fruchtbarkeit seiner Einbildungskraft“; nur wenige Musiker hätten eine so rasche Auffassungsgabe. „Rollins antwortet mit enormer Schlagkraft und konkurrenzbetontem Elan, und obgleich die Musik oft ungebändigt erscheint, swingt sie vom Anfang bis zum Ende.“
David Dicaire würdigt das Album rückblickend als Erfolg; es zeige, dass Rollins Auszeit sich gelohnt hatte. Auch wenn er nicht länger die Position als bester Saxophonist einnehmen konnte (sondern diese Rolle nun Coltrane und Coleman zufiele), „war Rollins immer noch eine dominierende Kraft im Jazz“.

## Editorische Anmerkungen
Das CD-Reissue enthält neben den Titeln der ursprünglichen LP zusätzlich drei Tracks, die im Februar des folgenden Jahres aufgenommen wurden; Henry Grimes ersetzte hier Cranshaw am Bass.
Diese Aufnahmen erschien ursprünglich auf 3 in Jazz (eine LP auch mit Auftritten von Gary Burton und Clark Terry). 1996 wurde das Album unter dem Titel On the Outside bei RCA wiederveröffentlicht.
1997 veröffentlichte RCA Victor erstmals alle von ihnen zwischen 1962 und 1964 produzierten Aufnahmen von Sonny Rollins zusammen in einem 6-CDs umfassenden Set. 2007 brachte Sony in Deutschland die fünf Alben als 5-CD-Set in der Serie RCA Victor Original Album Classics nochmals heraus.

## Titelliste
Alle Kompositionen von Sonny Rollins, wenn nicht anders vermerkt
1. Oleo – 25:26
2. Dearly Beloved (Jerome Kern, Johnny Mercer) – 8:17
3. Doxy – 15:17
 Aufgenommen im Village Gate in New York am 27. bis 30. Juli 1962

Bonustracks der CD
1. You Are My Lucky Star (Nacio Herb Brown, Arthur Freed) – 3:46
2. I Could Write a Book (Lorenz Hart, Richard Rodgers) – 3:16
3. There Will Never Be Another You (Mack Gordon, Harry Warren) – 5:43
 Aufgenommen in den RCA Studios in New York am 20. Februar 1963, Henry Grimes anstelle Cranshaw am Bass.